# メルフィ法典

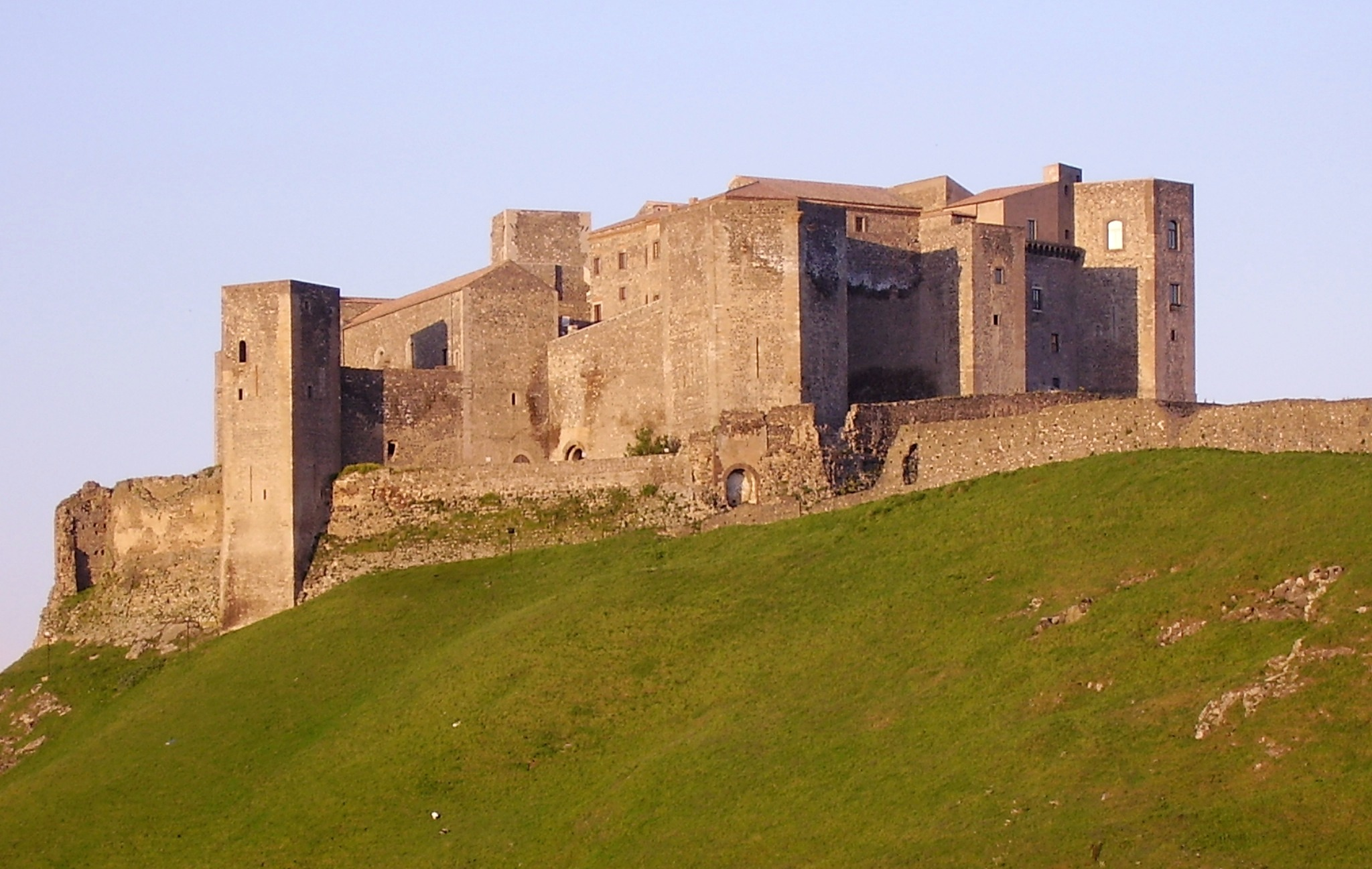
メルフィ法典はメルフィ城で草起された。

メルフィ法典（メルフィほうてん、ラテン語: Liber Augustalis、英語: Constitutions of Melfi）は、フリードリヒ2世皇帝が1231年9月1日に公布したシチリア王国の新しい法典である。この法典は、フリードリヒ2世のノルマン人祖先が2世紀前に南イタリアを征服するために最初に出発した町メルフィで制定された。
全体はローマ法に基づいて編纂され、特筆されるのは各人の宗教にかかわらず法治享受し、医薬分業など、近世ヨーロッパ諸国の法典編纂の先駆と呼ばれる。

## 概要
メルフィ法典はもともとは1220年のカプア法令（Assizes of Capua）の改革であり、1140年のアリアーノ法令（Assizes of Ariano）の改革を経て、この法典はその後6世紀にわたってシチリア法の基礎となった。
メルフィ法典はフリードリヒ自身の作とされているが、カプアの大司教ジャコモ・アマルフィターノの影響もあったようだ。彼は、教会の意向に反する条項を受け入れ、助言したことで、教皇から非難されたこともある。伝統的に、この著作はピエトロ・デッレ・ヴィーニャ（Pietro della Vigna）によるものとされてきたが、フレデリック、ジャコモ、ピエトロが手を貸したことはほぼ確実であり、委員会による数ヶ月に及ぶ作業の成果である。
この法典はラテン語で書かれ、公布前にギリシャ語に翻訳された。この憲法は、以前のシチリアの法令と同様、ロンバルド人、ギリシャ人、サラセン人、ドイツ人、ユダヤ人などを含む、シチリアのすべての民族に適用されるものだった。法典の253の条項は3つの巻に分かれている：
- 第一巻は、公法に関するもの（107条項）
- 第二巻は、司法手続き（52条項）
- 第三巻は、封建法、私法、刑法（94節）

この法典は、それ以前の２つの法令と同様、王の権力を強化し、その臣下の権力を弱めた。ルッジェーロ2世の立法が中央集権化・官僚化する傾向は、1世紀後のこの法典まで続いた。また、君主の神聖な役割と神から与えられた統治権を強調し続けた。フレデリク2世は法典の中で、「ローマ帝国の頂点に立つために、神が人の望みを超えて昇華させた我々」と記している。
軍事的には、この法典は許可なく武器を持つことを禁止した。サラセン常備軍は、法典に怒ったであろう危険な男爵たちが国王に歯向かうのを防ぐために作られた。封建領主たちは、他の面でも深刻な影響を受けた。例えば、領地の売却は禁止され、さらなる封建化に終止符が打たれ、すべての家臣は王の税金とその他の賦課金の対象となった。
教会の面では、この法典はすべての大土地所有者と同様に、司教にも影響を与えたが、同時に独特の影響も与えた。それは聖職者は一般法廷に服属することになった。異端者に対する裁く権利を奪われ、土地の取得を禁じられ、相続財産の売却を余儀なくされた。
また、大司教区や男爵領と同様に、都市も中央集権化法の影響を受け、その権限が剥奪され、国王だけでなくその大臣にも直接服従するようになった。北イタリアの多くの都市がそうであったように、都市はコミューンにはなれず、略奪や略奪を恐れて領事やポデスタを選出することも禁止された。男爵領と同様に、都市は刑罰司法権を剥奪された。これらの権利は、国王とその直接配下の者だけに移譲された。
これら判事または大臣は、より重要な階級となった。王に仕える貴族の数はますます少なくなり、より多くの素朴な自由民が権力を持つようになった。彼らは再任を待たずに1年間選出され、国から給料を受け取っていた。これにより彼らは王とその行政に忠誠を誓った。王国の主な役人たちは、古代のアンミラトゥス・アンミラトルム、大プロトノタリ（またはロゴテート）、大チェンバレン、大セネシャル、大議長、大警察官、マスター・ジャスティシアルであった。最後の者は、王の裁判所（curia regis）であり、最終的な上訴裁判所であるマグナ・クリアの長であった。キュリアの一部門であるマグナ・クリア・レイショナムは、大官僚機構の監査部門として機能した。このほか、男爵だけでなく、大学や土地所有の平民で構成される一種の議会があった。立法は国王が行い、国王が解除するものであるため、議会は法案を審議したり、ゴム印を押したりすることはなく、ただ法案を受け取って公布し、可能な限り助言を与えるだけだった。
経済的には、絹、鉄、穀物の国家独占が課された。一方、王国内の貿易に対する関税は廃止された。しかし、ピサとジェノヴァに与えられていた特権は取り消された。度量衡は全領域で統一された。
最後に、法の下でのすべての市民の平等が確認された。憲法は、貴族の権力を縮小し、法の下の平等というローマ法の伝統に従うことを強調した。したがって、すべての自由人、すべての市民は、理論的には平等であった。同様に、フレデリックは平民のために、いわゆる神明裁判を禁止し、代わりに 「古代の法律と我々の憲法によって導入された一般的な証明方法」を用いるよう裁判官に命じた。法典は特に、理性と論理を用いて、神明裁判の迷信的な基礎を否定した； 例えば、「熱した鉄による裁判」は、「白熱した鉄の自然な熱は熱くなり、さらに愚かなことに、正当な理由もなく冷たくなる」と信じられていたために却下され、「水による裁判」は、「罪の意識によってのみ立証された罪の被告人は、凍る水の要素によって受け容れられることはない。」 フリードリヒはまた、「戦いによる裁判」を禁止し、目撃者の証言を重視するよう命じたが、騎士や目撃者がいない場合は例外とされた。
メルフィ法典には、医学の実践に関する付随的な情報も含まれている。フレデリックは、開業医になるためにはある程度の実務経験が必要であると宣言したが、1231年当時、ヨーロッパの大学教育を受けた医師の多くはこのような経験を持っていなかった。

## 評価
20世紀の歴史家エルンスト・カントロヴィッチによれば、メルフィ法典は「近代行政国家の出生証明書」である。
メルフィ法典は、ナポリ王国では1809年まで、シチリアでは1819年まで適用された。